# Chevrolet AK-Series
Вантажівка Chevrolet AK-Series була малотоннажною вантажівкою, що продавалася під брендом Chevrolet, її виробництво почалося з 1941 по 1947 рік. Вона використовувала платформу GM A, спільну з Chevrolet Deluxe. Серія AK також була брендована та продавалася в місцях GMC, з основною візуальною відмінністю в тому, що Chevrolet мав вертикальні смуги в решітці радіатора, тоді як GMC мав горизонтальні смуги. Моделі GMC 1941-45 років продавалися як C-Series і стали E-Series для 1946 і 1947 модельних років (CC-Series / EC-Series для звичайних моделей кабін і CF-Series / EF-Series для COE).

## Chevrolet COE (1941-1947)
Версія Chevrolet AK Series COE — це велика вантажівка з буровою установкою. COE означає кабіна над двигуном.